# Cotejen
Cotejen, selo Costanoan Indijanaca koje se nalazilo blizu zaljeva San Francisco u Kaliforniji. Frederick Webb Hodge Cotejen spominje kao jedno od plemena iz kojeg je bilo obračenika na španjoskoj franjevačkoj misiji Dolores na području današnjeg San Francisca.
Selo Cotejen zabilježeno je u Misijskoj knjizi (1794), a navodi ga Taylor u Cal. Farmer (1861).